# Trà Thị Cụt
Trà Thị Cụt (sinh năm 1946, mất năm 1966, quê tại ấp Tân Long, xã Thạnh Phước, huyện Bình Đại, tỉnh Bến Tre) là một liệt sĩ kháng chiến chống Mỹ được trao tặng Anh hùng Lực lượng vũ trang nhân dân Việt Nam.

## Hoạt động
- Năm 1961, chị là giao liên phục vụ cho đường dây từ Thị trấn Bình Bình Đại về xã Thạnh Phước.
- Năm 1963, chị thoát ly gia đình, phục vụ cách mạng và sớm trở thành người chiến sĩ du kích.
- Năm 1964, chị được kết nạp vào đoàn Thanh niên Cộng sản Hồ Chí Minh.
- Năm 1966, chị cùng đội du kích xã Thạnh Phước tổ chức chống trả kịch liệt một Đại hội bảo an quân do tên Nhiều chỉ huy.
- Tháng 2-2010, chị được Nhà nước và Đảng Cộng sản Việt Nam truy tặng danh hiệu Anh hùng Lực lượng vũ trang nhân dân.